# Discostroma strobiligenum
Discostroma strobiligenum är en svampart som först beskrevs av E. Müll. & Loeffler, och fick sitt nu gällande namn av Brockmann 1976. Discostroma strobiligenum ingår i släktet Discostroma och familjen Amphisphaeriaceae.   Inga underarter finns listade i Catalogue of Life.